# Jorge Fernández (volley-ball, 1989)
Pour les articles homonymes, voir Jorge Fernández.
Jorge Fernández Valcárcel est un joueur espagnol de volley-ball né le 4 mai 1989 à O Barco de Valdeorras (Galice). Il mesure 2,01 m et joue central. Il est international espagnol.

## Clubs

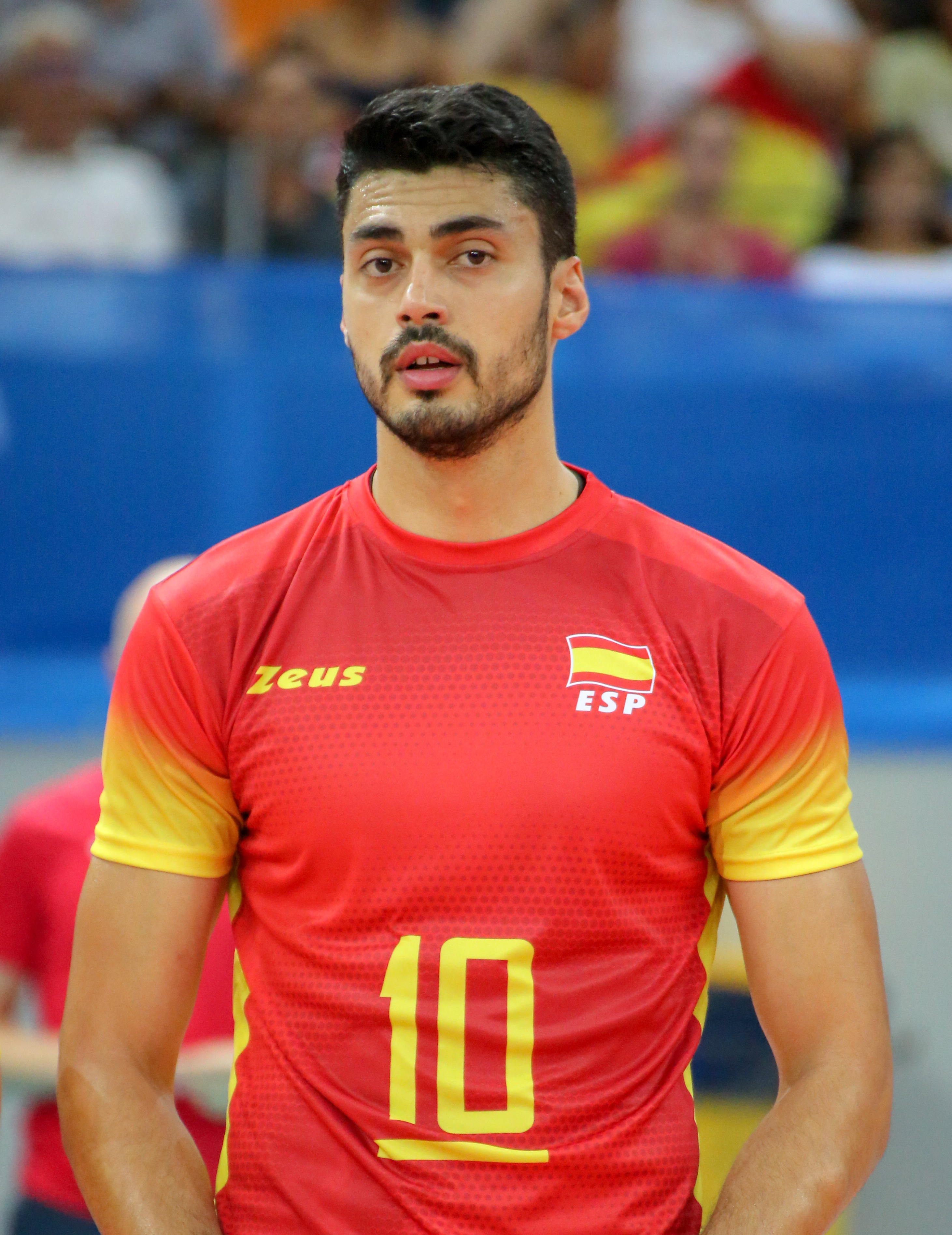
Jorge Fernández Valcarcel aux Jeux méditerranéens de 2018

| Club                 | De        | À         |
| -------------------- | --------- | --------- |
| Club Voleibol Pòrtol | 2008-2009 | 2010-2011 |
| Nantes Rezé MV       | 2011-2012 | 2013-2014 |
| Paris Volley         | 2014-2015 | 2015-2016 |
| Voley Palma          | 2016-2017 | 2017-2018 |
| Chaumont VB 52       | 2018-2019 | en cours  |

## Palmarès
- Compétitions internationales
  - Ligue européenne
    - Finaliste : 2010, 2011.
    - Troisième : 2012.

  - Jeux méditerranéens
    - Finaliste : 2018.

- Compétitions nationales
  - Championnat d'Espagne
    - Vainqueur : 2017 (Palma).
    - Troisième : 2018 (Palma).

  - Coupe d'Espagne
    - Vainqueur : 2017 (Palma).

  - Supercoupe d'Espagne
    - Vainqueur : 2008 (Pòrtol).

  - Championnat de France
    - Vainqueur : 2016 (Paris).
    - Finaliste : 2015 (Paris), 2019 (Chaumont).

Les mentions en italique indiquent le club avec lequel il a joué.

## Distinctions individuelles
- Meilleur contreur de la Ligue européenne 2011.